# David Gutiérrez Ledesma
David Gutiérrez Ledesma (Salamanca, Guanajuato, 17 de septiembre de 1937) es un pianista y profesor mexicano.

## Biografía
David Gutiérrez nació en Salamanca (Guanajuato, México) el 17 de septiembre de 1937, hijo de Doña María Ledesma Costa y David Gutiérrez Rivera, clarinetista. Su padre le enseña el solfeo y entendiendo su capacidad musical, en los años 40, lo envió a la Escuela Diocesana de Música Sacra de León, con maestros como Miguel Bernal Jiménez. En los años 50 llegó a la escuela de León, Gerhard Münch, un músico alemán que escapaba a la guerra, y se convierte en otros de sus maestros. En 1966, junto con Alfonso Salgado Sánchez, funda el Coro Miguel Bernal Jiménez y el año siguiente José Rodríguez Frausto, director de la Orquesta Sinfónica de la Universidad de Guanajuato lo invita a tocar el concierto para dos manos de Poulenc con Rodolfo Ponce Montero. En 1968 funda el Coro de la Escuela de Música de Guanajuato. En 1970, año Beethoven, hace una gira estatal presentando la música de este compositor, interprentando, entre otras obras, las Doce Contradanzas de este compositor alemán. Del 71 al 74 dirige el Réquiem de Mozart y Sirenas de Claude Debussy. En 1976 graba la obra completa para voz y piano del compositor Silvestre Revueltas, con su alumna Edith Contreras Bustos.

## Premios y reconocimientos
- En el año 2003 fue galardonado por el estado de Guanajuato por el premio Diego Rivera por su trayectoria y "sus aportaciones al desarrollo de la cultura musical en el estado de Guanajuato y en Salamanca".[7]
- En abril de 2023, en la ciudad de Salamanca y en la capital del estado, Guanajuato, se rindió un festival homenaje al Maestro Gutiérrez con cinco días de conciertos interpretado por más de 100 artistas y exalumnos del maestro nacionales e internacionales.[8][9][10]